# Aeropuerto Internacional de Palm Springs
El Aeropuerto Internacional de Palm Springs (del inglés: Palm Springs International Airport) (IATA: PSP, OACI: KPSP, FAA LID: PSP) es un aeropuerto civil localizado a 3 km) (2 millas) al este del distrito central de negocios (CBD) de Palm Springs, California, sirviendo al Valle Coachella del Condado de Riverside. El aeropuerto tiene una extensión de 940 acres (3.8 km²) y tiene dos pistas. Es un aeropuerto sumamente estacional, en el que muchos vuelos no operan durante el verano.
El aeropuerto fue nombrado uno los "Aeropuertos sin stress de América" por Smarter Travel.

## Historia
PSP fue originalmente construido como una Base Aérea de los Estados Unidos en 1939 en terrenos pertenecientes a  personas de la franja de Agua Caliente de Cahuilla. La ciudad de Palm Springs adquirió los terrenos en 1961 y los convirtió para su uso comercial, que comenzó en 1964 como el aeropuerto municipal de Palm Springs.
El 30 de diciembre de 2006, el Air Force One partió del aeropuerto internacional de Palm Springs con el cuerpo del 38.º presidente de los Estados Unidos, Gerald R. Ford. El cuerpo del presidente voló a Washington D. C. para recibir los últimos honores.

## Terminales
La terminal de pasajeros de PSP se compone de tres partes: el edificio principal, la sala elevada Sonny Bono al norte y otra sala, aún sin nombre, al sur. El lado aire tiene un diseño único al aire libre en el que todas las pasarelas para los pasajeros que conectan estas estructuras están sin techo.

### Edificio Principal
El edificio principal es el lado tierra del aeropuerto. El acceso al aeropuerto es directamente por el Tahquitz Canyon Way (del centro) o Kirk Douglas Way, alimentados por Ramon Road desde los puntos del este. Zonas de aparcamiento descubiertas están directamente en frente del edificio. En la parte central se encuentra el área de control de seguridad y puertas automáticas a/de la zona de operaciones pasarelas al aire libre. La venta de boletos se encuentra en el lado derecho (sur), mientras que el área de reclamo de equipaje y alquiler de coches están a la izquierda (norte).
Los pasajeros de salida se encaminan primero en los mostradores de documentación de aerolíneas o los quioscos de registro de entrada. Puesto que todas las puertas en Palm Springs están en las dos explanadas periféricas, los pasajeros deben pasar por el área de control de seguridad para ser admitidos en el lado aire del aeropuerto. Después de dejar el edificio principal a través de las puertas automáticas que lleva al patio al aire libre, los pasajeros pueden acceder a diecisiete puertas de servicio completo en las dos salas.

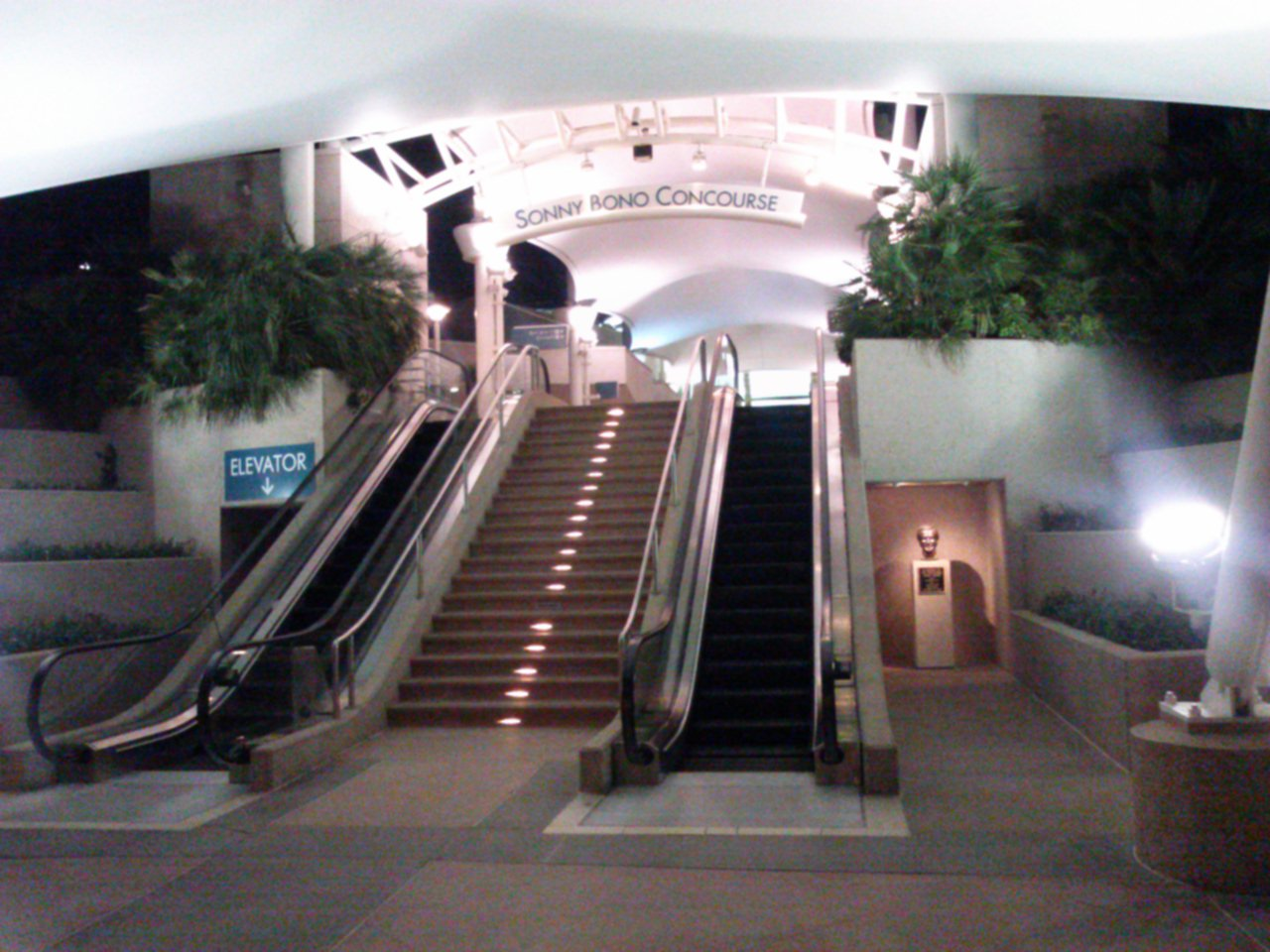
La Sala Sonny Bono, con el busto de Bono a la derecha de las escaleras.

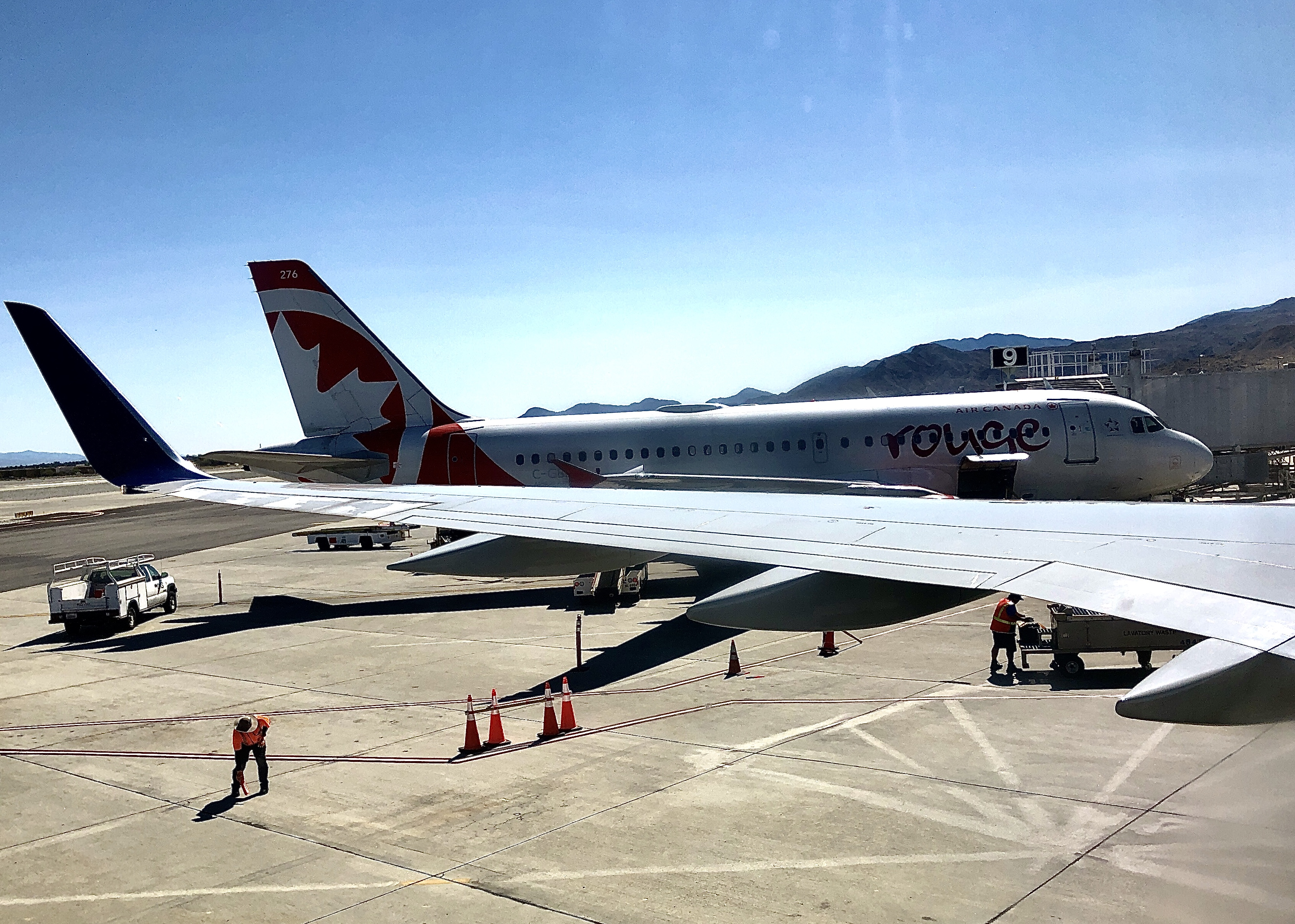
Un Airbus A319 de Air Canada Rouge en la explanada de la sala Sonny Bono.

### Sala Sonny Bono (Puertas 4-11)
El 4 de noviembre de 1999, la nueva sala Sony Bono abrió como parte de la expansión 1994-2000. Nombrado en honor del cantante, congresista y exalcalde de la ciudad, esta nueva explanada es el elevado de los dos. Se utiliza para aviones más grandes (tales como el Boeing 737) debido a sus pasarelas de acceso a aeronaves. Las escaleras y la pasarela al aire libre están sombreadas por una línea de techo de diseño similar a la del Aeropuerto Internacional de Denver.

### Puertas 12-20
La explanada sin nombre antigua en el lado sur, conocida simplemente como la señalización en "Puertas 12-20", es a nivel de asfalto y aloja aviones más pequeños. El abordaje utiliza rampas o escalerillas.

## Aerolíneas y destinos

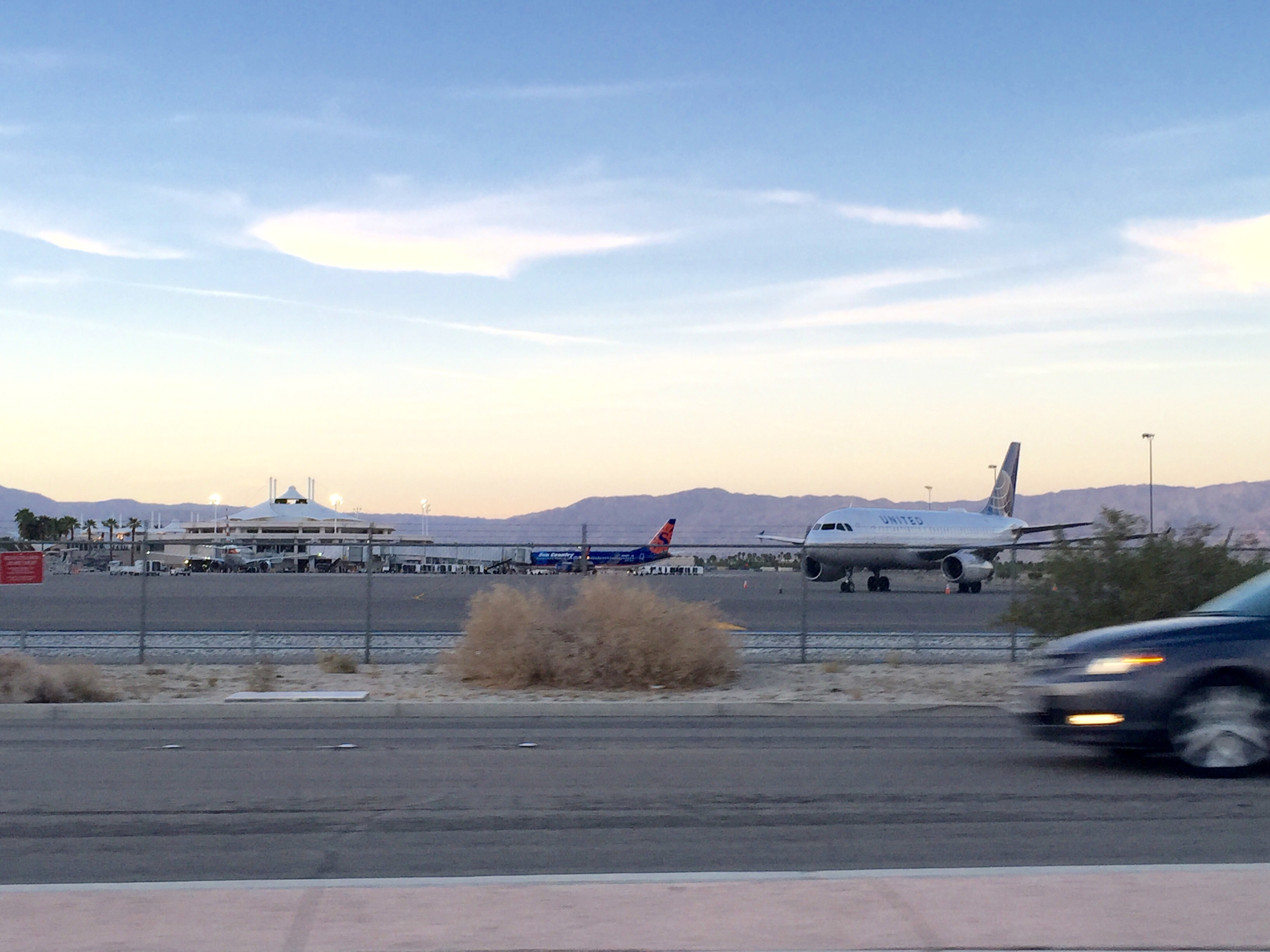
Aviones en el aeropuerto.

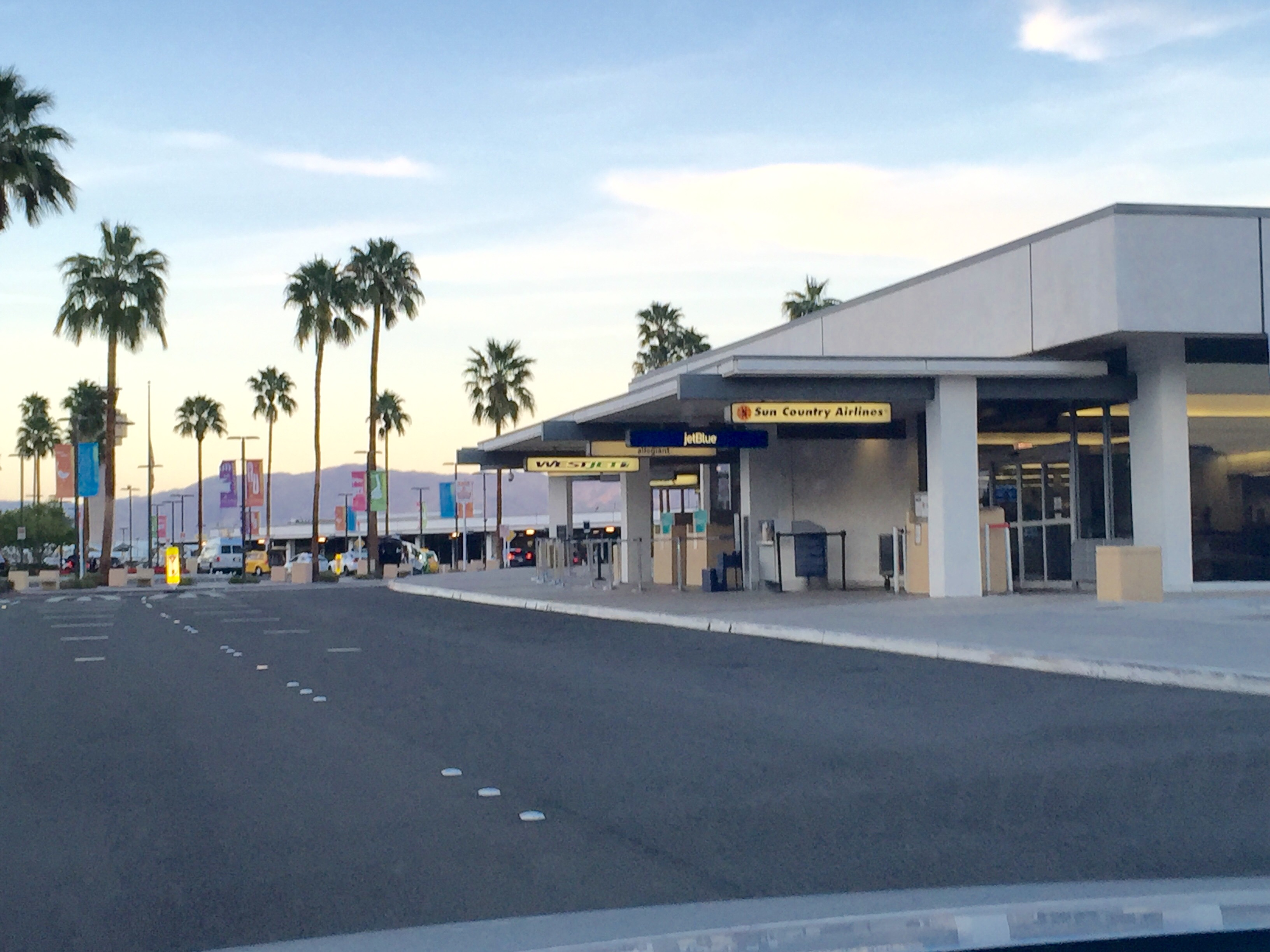
Sala Sonny Bono en el aeropuerto.

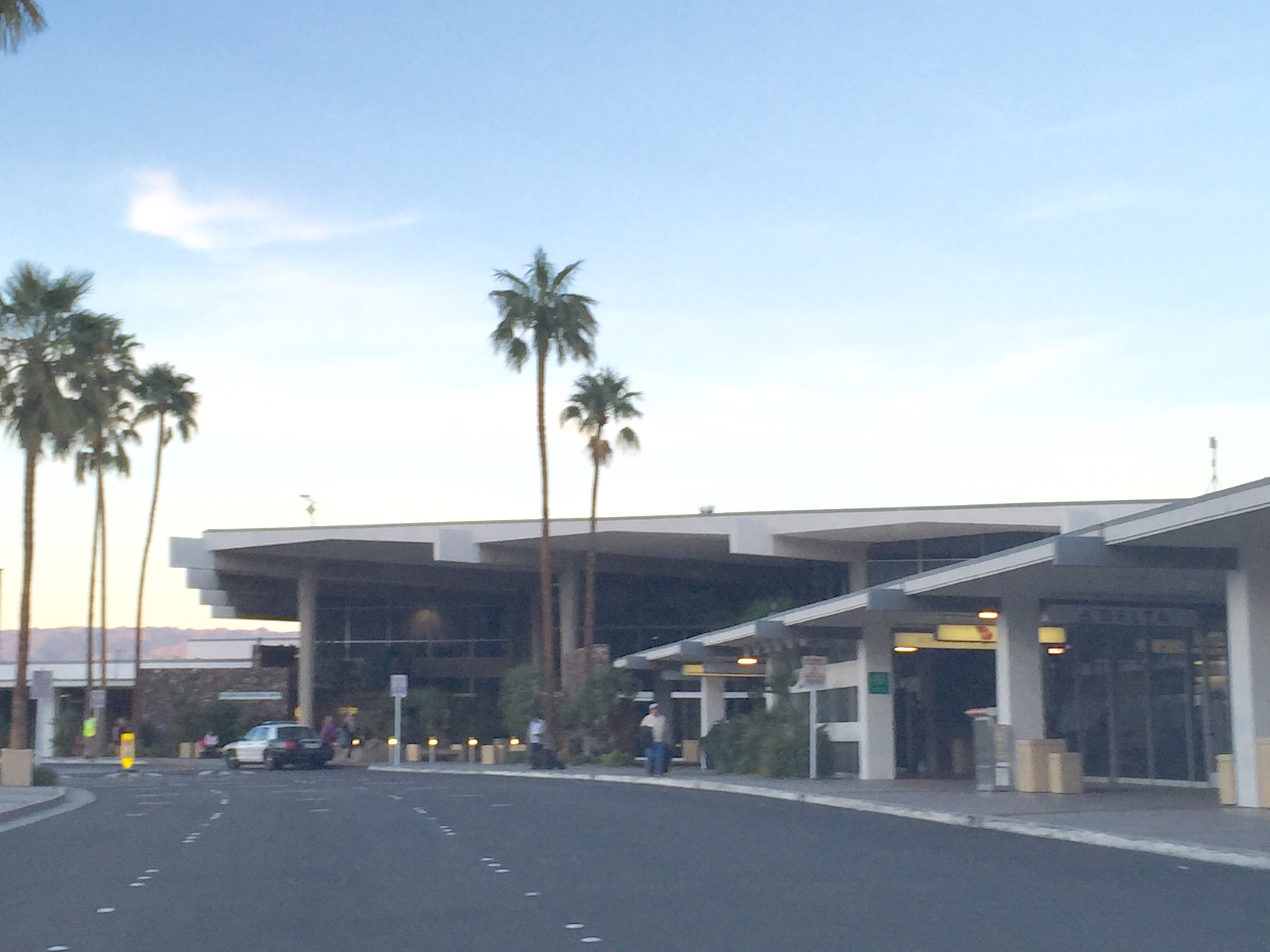
Sala Sonny Bono en el aeropuerto.

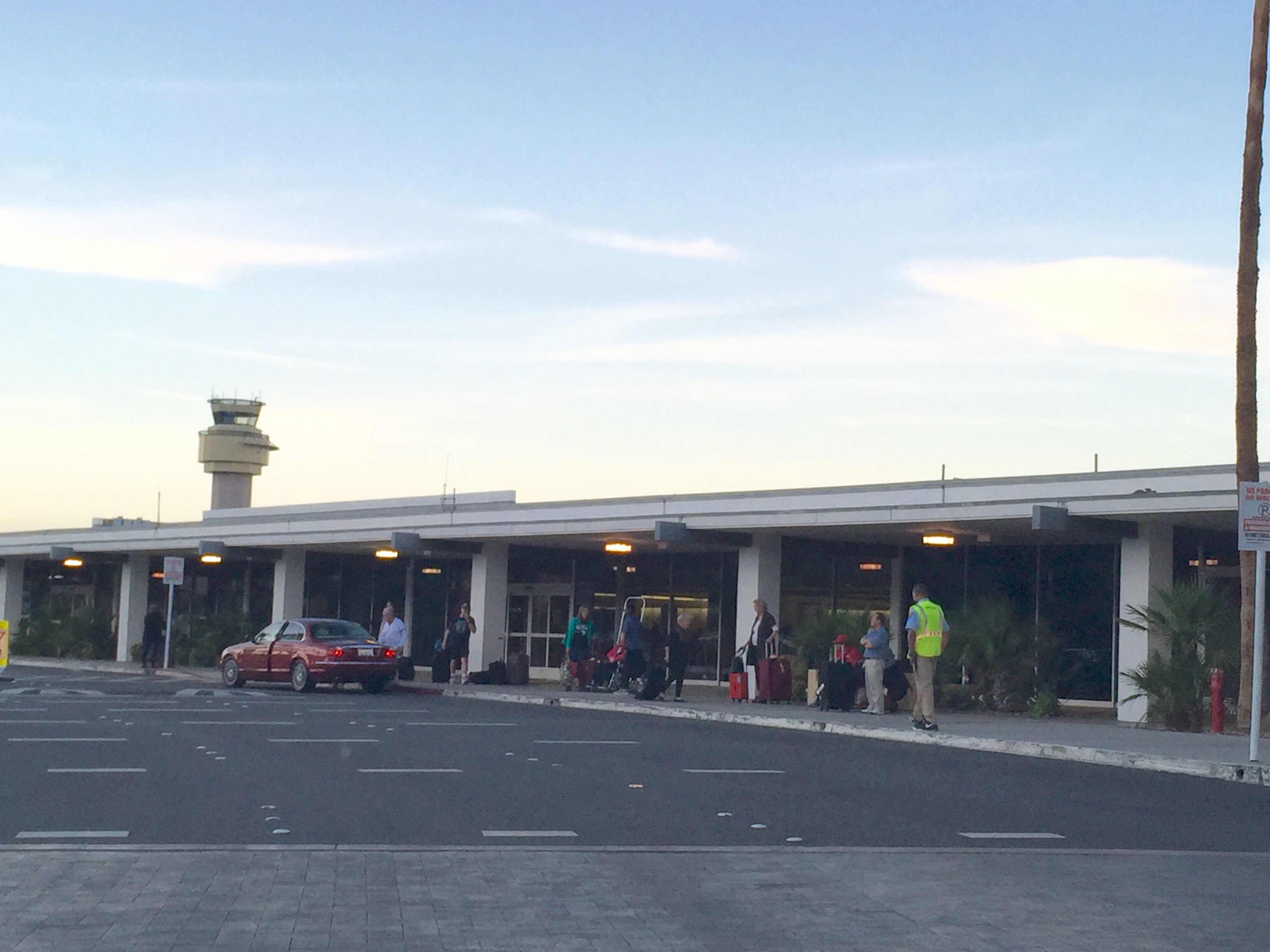
Aeropuerto de Palm Springs.

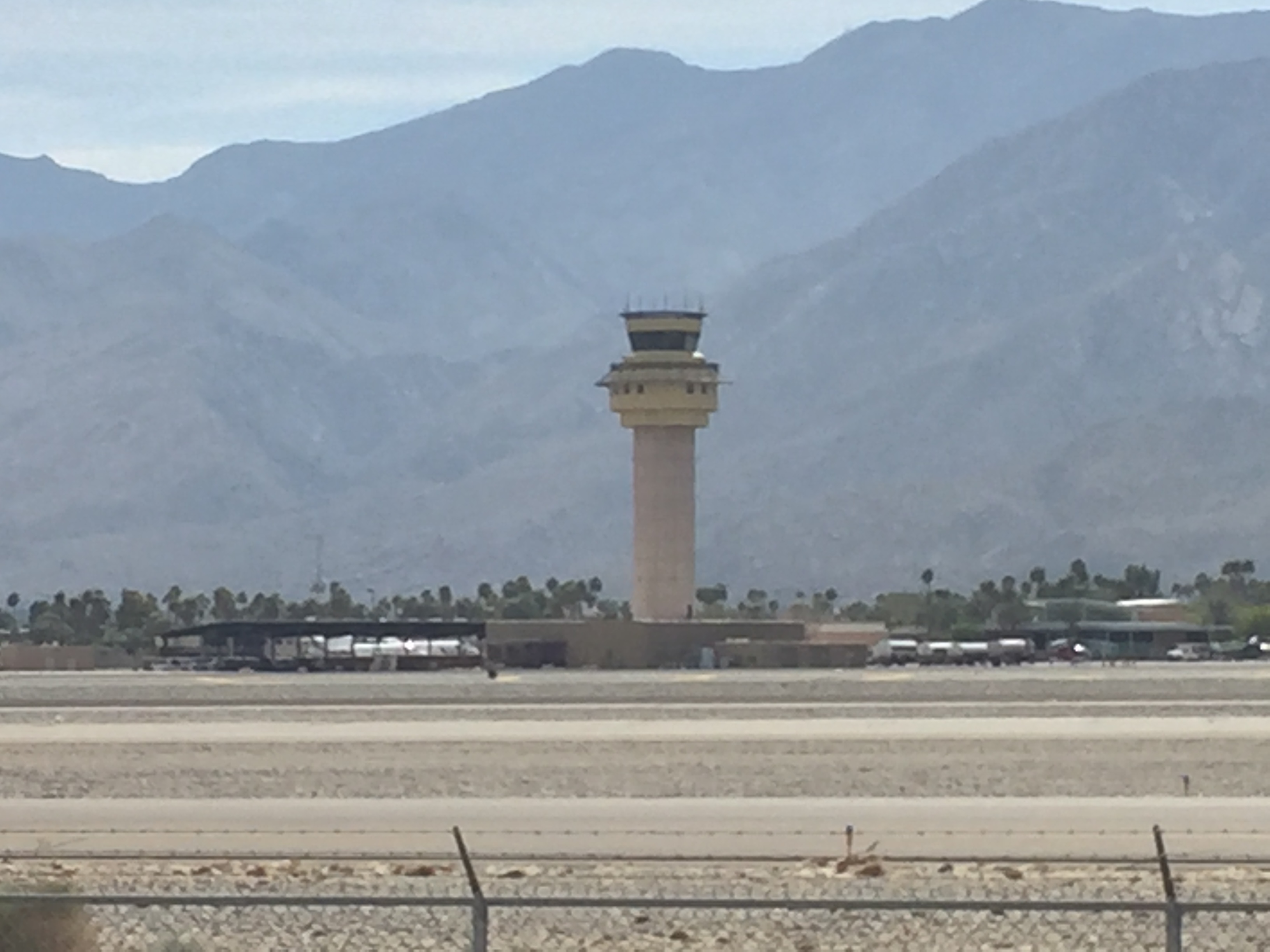
Torre de control del aeropuerto.

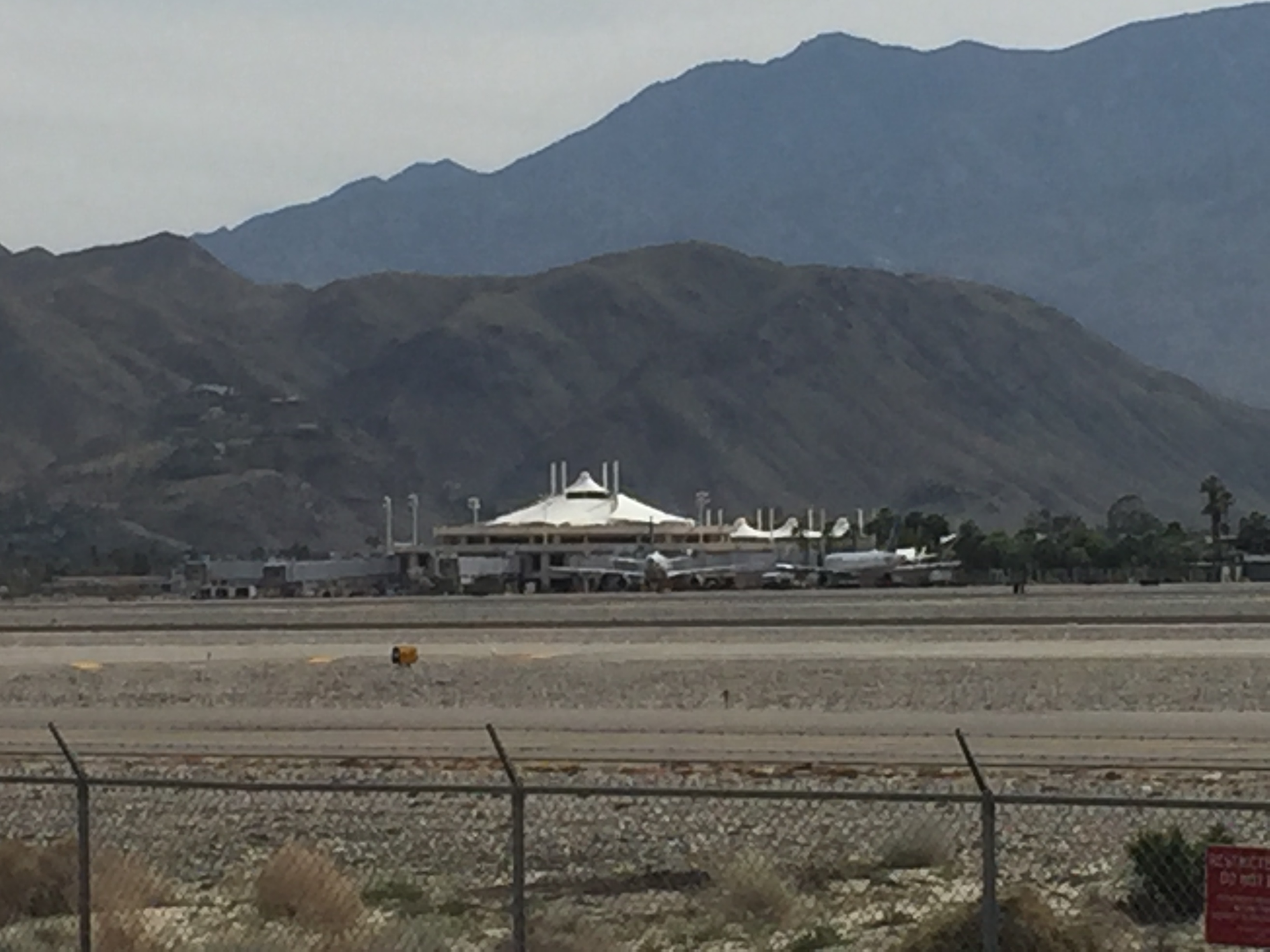
Vista del aeropuerto de Palm Springs.

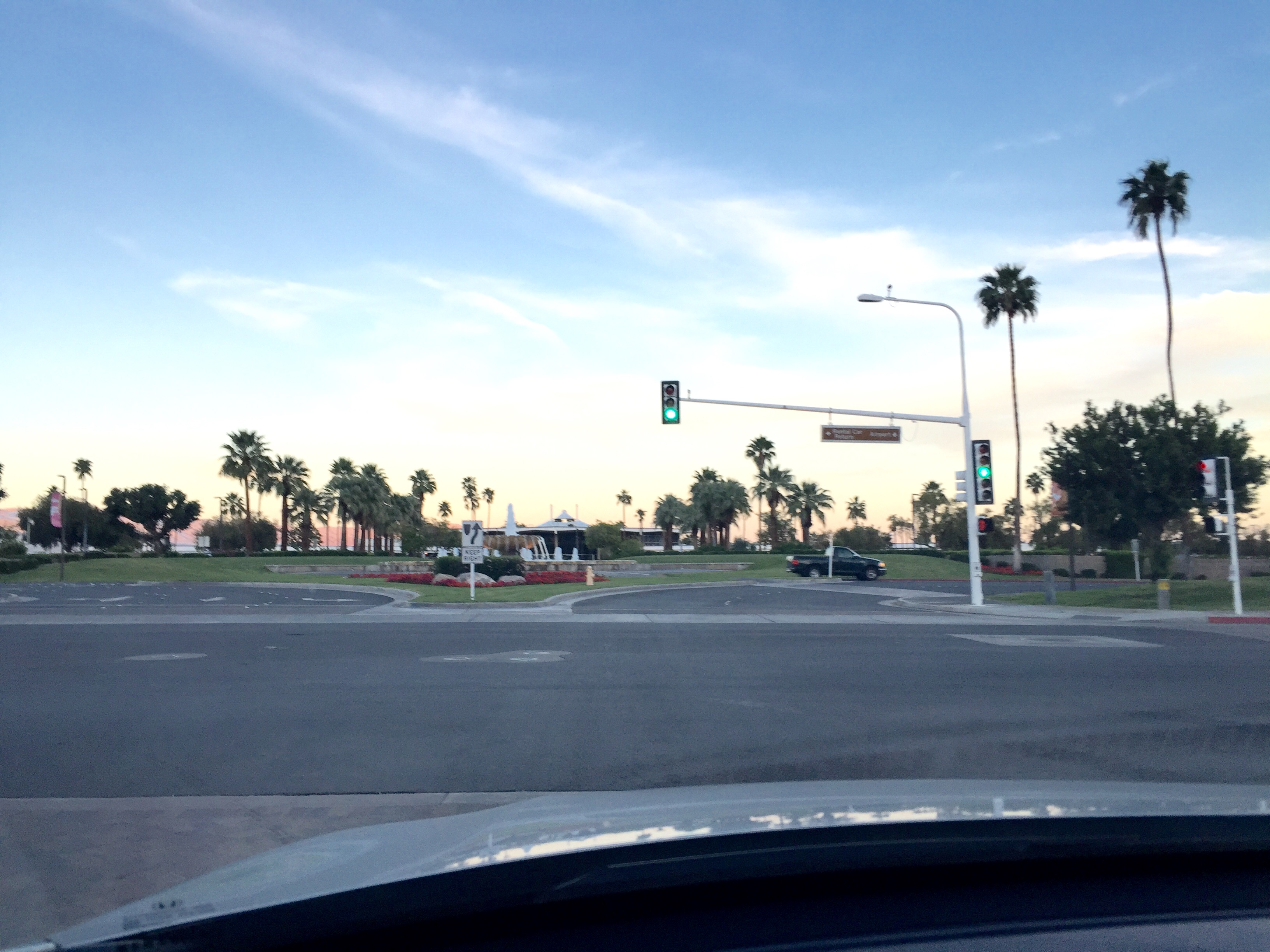
Entrada al aeropuerto de Palm Springs.

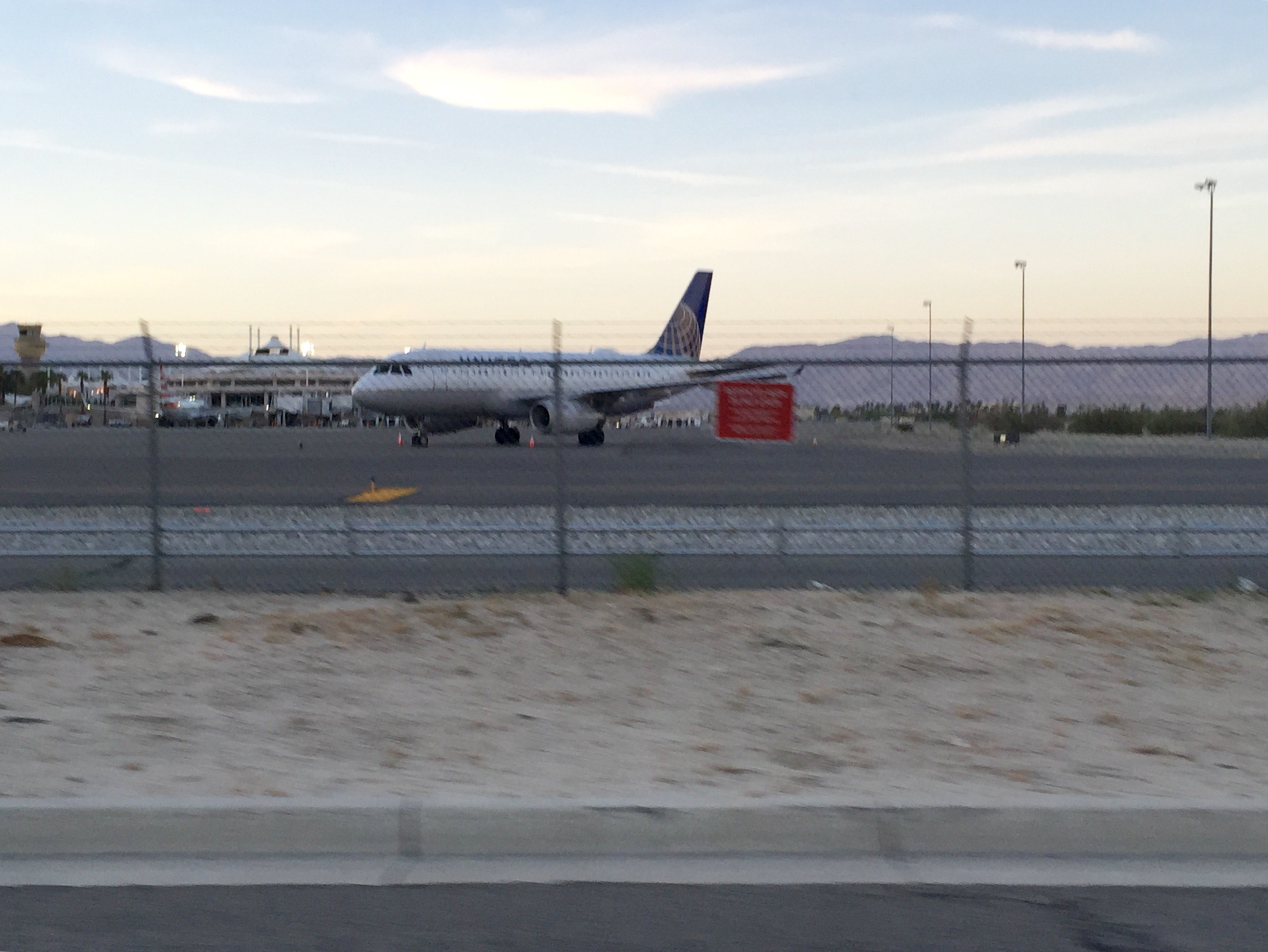
Aviones en el aeropuerto.

### Pasajeros
| Aerolíneas           | Destinos |
| -------------------- | --- |
| Air Canada           | Estacional: Vancouver |
| Air Canada Rouge     | Estacional: Toronto–Pearson |
| Alaska Airlines      | San Francisco, Seattle/Tacoma, Portland (OR) Estacional: Boise, Everett, Nueva York–JFK, Santa Rosa (inicia el 26 de octubre de 2025)     |
| Allegiant Air        | Bellingham Estacional: Des Moines |
| American Airlines    | Dallas/Fort Worth, Phoenix-Sky Harbor Estacional: Chicago–O'Hare                                                                          |
| American Eagle       | Phoenix–Sky Harbor |
| Delta Air Lines      | Estacional: Atlanta, Mineápolis/St. Paul, Nueva York–JFK, Seattle/Tacoma                                                                  |
| Delta Connection     | Salt Lake City Estacional: Austin (inicia el 8 de noviembre de 2025)                                                                      |
| Flair Airlines       | Estacional: Vancouver |
| Frontier Airlines    | Denver Estacional: San Francisco |
| Porter Airlines      | Estacional: Toronto–Pearson |
| Southwest Airlines   | Denver, Las Vegas, Oakland, Sacramento, San José (CA) Estacional: Chicago–Midway, Dallas–Love                                             |
| Sun Country Airlines | Estacional: Mineápolis/St. Paul |
| United Airlines      | Denver, San Francisco Estacional: Chicago–O'Hare, Houston-Intercontinental, Newark (inicia el 18 de diciembre de 2025), Washington-Dulles |
| United Express       | Denver, San Francisco Estacional: Houston-Intercontinental, Los Ángeles                                                                   |
| WestJet              | Calgary, Edmonton, Vancouver Estacional: Winnipeg                                                                                         |

### Carga
| Aerolíneas  | Destinos |
| ----------- | -------- |
| Ameriflight | Ontario  |

### Destinos nacionales
Se brinda servicio a 27 ciudades dentro del país a cargo de 11 aerolíneas.
| Destinos nacionales del Aeropuerto de Palm Springs PSP ATL AUS BLI BOI ORD MDW DFW DAL DEN DSM PAE IAH LAS LAX MSP EWR JFK OAK PHX PDX SLC SMF SFO SJC STS SEA IAD | Destinos nacionales del Aeropuerto de Palm Springs PSP ATL AUS BLI BOI ORD MDW DFW DAL DEN DSM PAE IAH LAS LAX MSP EWR JFK OAK PHX PDX SLC SMF SFO SJC STS SEA IAD | Destinos nacionales del Aeropuerto de Palm Springs PSP ATL AUS BLI BOI ORD MDW DFW DAL DEN DSM PAE IAH LAS LAX MSP EWR JFK OAK PHX PDX SLC SMF SFO SJC STS SEA IAD | Destinos nacionales del Aeropuerto de Palm Springs PSP ATL AUS BLI BOI ORD MDW DFW DAL DEN DSM PAE IAH LAS LAX MSP EWR JFK OAK PHX PDX SLC SMF SFO SJC STS SEA IAD | Destinos nacionales del Aeropuerto de Palm Springs PSP ATL AUS BLI BOI ORD MDW DFW DAL DEN DSM PAE IAH LAS LAX MSP EWR JFK OAK PHX PDX SLC SMF SFO SJC STS SEA IAD | Destinos nacionales del Aeropuerto de Palm Springs PSP ATL AUS BLI BOI ORD MDW DFW DAL DEN DSM PAE IAH LAS LAX MSP EWR JFK OAK PHX PDX SLC SMF SFO SJC STS SEA IAD | Destinos nacionales del Aeropuerto de Palm Springs PSP ATL AUS BLI BOI ORD MDW DFW DAL DEN DSM PAE IAH LAS LAX MSP EWR JFK OAK PHX PDX SLC SMF SFO SJC STS SEA IAD | Destinos nacionales del Aeropuerto de Palm Springs PSP ATL AUS BLI BOI ORD MDW DFW DAL DEN DSM PAE IAH LAS LAX MSP EWR JFK OAK PHX PDX SLC SMF SFO SJC STS SEA IAD | Destinos nacionales del Aeropuerto de Palm Springs PSP ATL AUS BLI BOI ORD MDW DFW DAL DEN DSM PAE IAH LAS LAX MSP EWR JFK OAK PHX PDX SLC SMF SFO SJC STS SEA IAD | Destinos nacionales del Aeropuerto de Palm Springs PSP ATL AUS BLI BOI ORD MDW DFW DAL DEN DSM PAE IAH LAS LAX MSP EWR JFK OAK PHX PDX SLC SMF SFO SJC STS SEA IAD |
| Destinos | Southwest Airlines | United Airlines | Alaska Airlines | Delta Air Lines | American Airlines | Frontier Airlines | Otro | # | |
| --- | --- | --- | --- | --- | --- | --- | --- | --- | --- |
| Atlanta (ATL) | | | | • | | | | 1 | |
| Austin (AUS) | | | | • | | | | 1 | |
| Bellingham (BLI) | | | | | | | Allegiant Air | 1 | |
| Boise (BOI) | | | • | | | | | 1 | |
| Chicago (ORD) | | • | | | • | | | 2 | |
| Chicago (MDW) | • | | | | | | | 1 | |
| Dallas (DFW) | | | | | • | | | 1 | |
| Dallas (DAL) | • | | | | | | | 1 | |
| Denver (DEN) | • | • | | | | • | | 3 | |
| Des Moines (DSM) | | | | | | | Allegiant Air | 1 | |
| Everett (PAE) | | | • | | | | | 1 | |
| Houston (IAH) | | • | | | | | | 1 | |
| Las Vegas (LAS) | • | | | | | | | 1 | |
| Los Ángeles (LAX) | | • | | | | | | 1 | |
| Mineápolis (MSP) | | | | • | | | Sun Country | 2 | |
| Newark (EWR) | | • | | | | | | 1 | |
| Nueva York (JFK) | | | • | • | | | | 2 | |
| Oakland (OAK) | • | | | | | | | 1 | |
| Phoenix (PHX) | | | | | • | | | 1 | |
| Portland (PDX) | | | • | | | | | 1 | |
| Sacramento (SMF) | • | | | | | | | 1 | |
| Salt Lake City (SLC) | | | | • | | | | 1 | |
| San Francisco (SFO) | | • | • | | | • | | 3 | |
| San José (SJC) | • | | | | | | | 1 | |
| Santa Rosa (STS) | | | • | | | | | 1 | |
| Seattle (SEA) | | | • | • | | | | 2 | |
| Washington (IAD) | | • | | | | | | 1 | |
| Total | 7 | 7 | 7 | 6 | 3 | 2 | 3 | 27 | |

### Destinos internacionales
Se ofrece servicio a 5 destinos internacionales (2 estacionales), a cargo de 5 aerolíneas.
| Ciudades por países                                      | Nombre del aeropuerto                               | Aerolíneas                                                      |              |              |
| Norteamérica                                             | Norteamérica                                        | Norteamérica                                                    | Norteamérica | Norteamérica |
| -------------------------------------------------------- | --------------------------------------------------- | --------------------------------------------------------------- | ------------ | ------------ |
| Canadá (5 destinos [2 estacionales], 4 aerolíneas)       |                                                     |                                                                 |              |              |
| Calgary                                                  | Aeropuerto Internacional de Calgary                 | WestJet                                                         |              |              |
| Edmonton                                                 | Aeropuerto Internacional de Edmonton                | WestJet                                                         |              |              |
| Toronto                                                  | Aeropuerto Internacional Toronto Pearson            | Air Canada Rouge (Estacional) / Porter Airlines (Estacional)    |              |              |
| Vancouver                                                | Aeropuerto Internacional de Vancouver               | Air Canada (Estacional) / Flair Airlines (Estacional) / WestJet |              |              |
| Winnipeg                                                 | Aeropuerto Internacional James Armstrong Richardson | WestJet (Estacional)                                            |              |              |
| Total: 5 destinos (2 estacionales), 1 país, 5 aerolíneas |                                                     |                                                                 |              |              |

## Transporte terrestre
PSP es servido tanto por rutas municipales como regionales. La ruta 24 del 'SunBus' proporciona servicio directo al centro de Palm Springs a través de las paradas de El Cielo/Kirk Douglas y Tahquitz/Civic. Una parada de autobús del Thruway Amtrak se encuentra justo fuera de la zona de recogida de equipajes, con un servicio a Cabazon (Casino Morongo), Riverside, y Fullerton. Servicios tales como Uber y Lyft no están permitidos para dejar o recoger pasajeros en terrenos del aeropuerto.

## Estadísticas

### Tráfico anual
| Año  | Pasajeros | % Cambio |
| ---- | --------- | -------- |
| 2014 | 1,914,402 | —        |
| 2015 | 1,888,657 | 1.3%     |
| 2016 | 1,998,206 | 5.8%     |
| 2017 | 2,100,072 | 5.1%     |
| 2018 | 2,327,018 | 10.8%    |
| 2019 | 2,563,955 | 10.2%    |
| 2020 | 1,252,094 | 51.2%    |
| 2021 | 2,092,943 | 67.2%    |
| 2022 | 2,981,844 | 42.5%    |
| 2023 | 3,237,325 | 8.6%     |
| 2024 | 3,230,914 | 0.2%     |

### Rutas más transitadas
| Número | Ciudad                    | Pasajeros | Aerolínea                                           |
| ------ | ------------------------- | --------- | --------------------------------------------------- |
| 1      | Denver, Colorado          | 187,000   | Southwest Airlines, United Airlines, United Express |
| 2      | Seattle, Washington       | 186,000   | Alaska Airlines, Delta Connection                   |
| 3      | Dallas, Texas             | 161,000   | American Airlines                                   |
| 4      | San Francisco, California | 151,000   | Alaska Airlines, United Airlines, United Express    |
| 5      | Phoenix, Arizona          | 118,000   | Southwest Airlines, American Eagle                  |
| 6      | Las Vegas, Nevada         | 79,000    | Southwest Airlines                                  |
| 7      | Chicago, Illinois         | 78,000    | American Airlines, United Airlines, United Express  |
| 8      | Mineápolis, Minnesota     | 74,000    | Delta Air Lines, Sun Country Airlines               |
| 9      | Portland, Oregón          | 61,000    | Southwest Airlines                                  |
| 10     | Salt Lake City, Utah      | 59,000    | Delta Connection                                    |

## Aeropuertos cercanos
Los aeropuertos más cercanos son:
- Aeropuerto Internacional LA/Ontario (105km)
- Aeropuerto McClellan-Palomar (106km)
- Aeropuerto John Wayne (127km)
- Aeropuerto Internacional de San Diego (137km)
- Aeropuerto del Condado de Imperial (140km)